# Igarassu
Igarassu város Brazíliában, Pernambuco államban. Lakosainak száma 115 196 fő (2022). Igarassu Abreu e Lima, Araçoiaba, Goiana, Itamaracá, Itapissuma, Itaquitinga, Paulista és Tracunhaém községekkel határos.

## Népesség
A település népességének változása:
| Lakosok száma | 82 277 | 102 021 | 118 370 | 119 690 | 115 196 |
|               | 2000   | 2010    | 2020    | 2021    | 2022    |